# معركة مطار الكويت الدولي

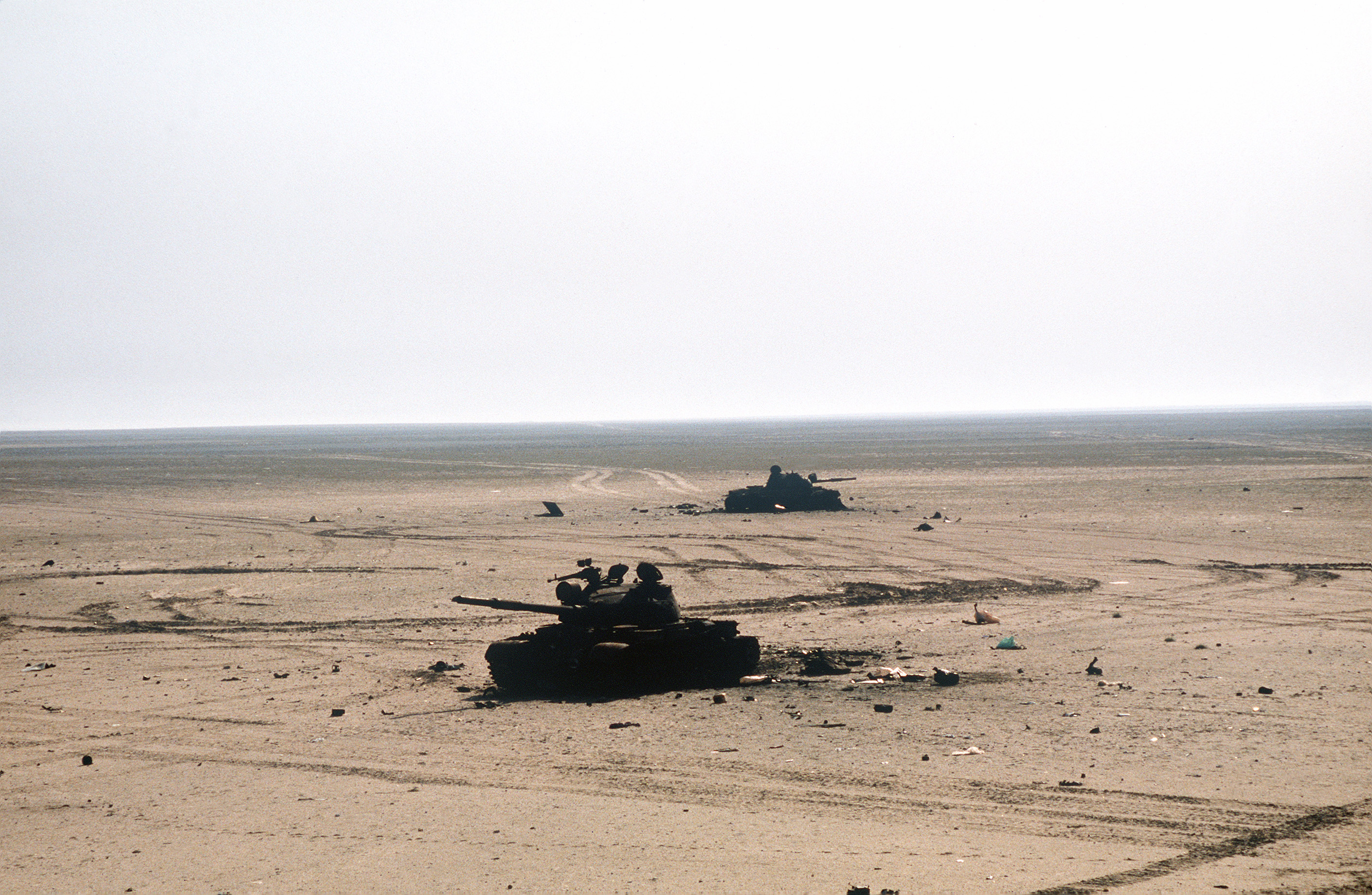
دبابتان عراقيتان من طراز تي-62 مدمرتان في ساحة المعركة في فبراير 1991.

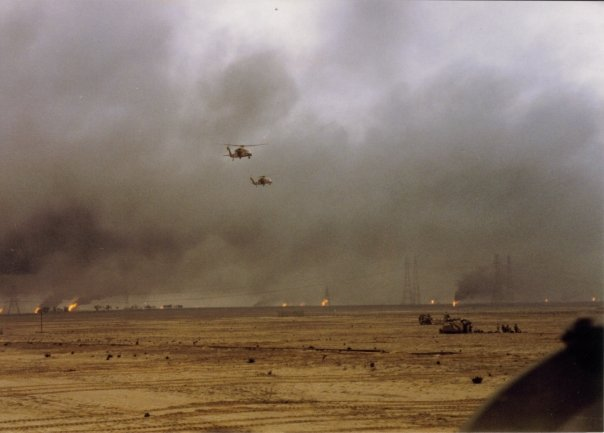
ساحة المعركة في حقل برقان النفطي حيث دمر سلاح البحرية الأمريكي 60 دبابة عراقية خلال حرب الخليج الثانية في فبراير 1991.

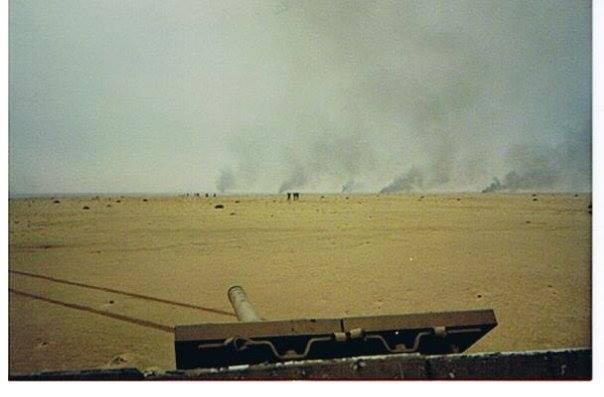
دبابة تابعة للبحرية التابعة للولايات المتحدة تشهد حرق الدبابات العراقية والجنود العراقيين الذين يغادرون مواقعهم القتالية في معركة وقعت في حقل برقان النفطي خلال حرب الخليج الثانية في فبراير 1991.

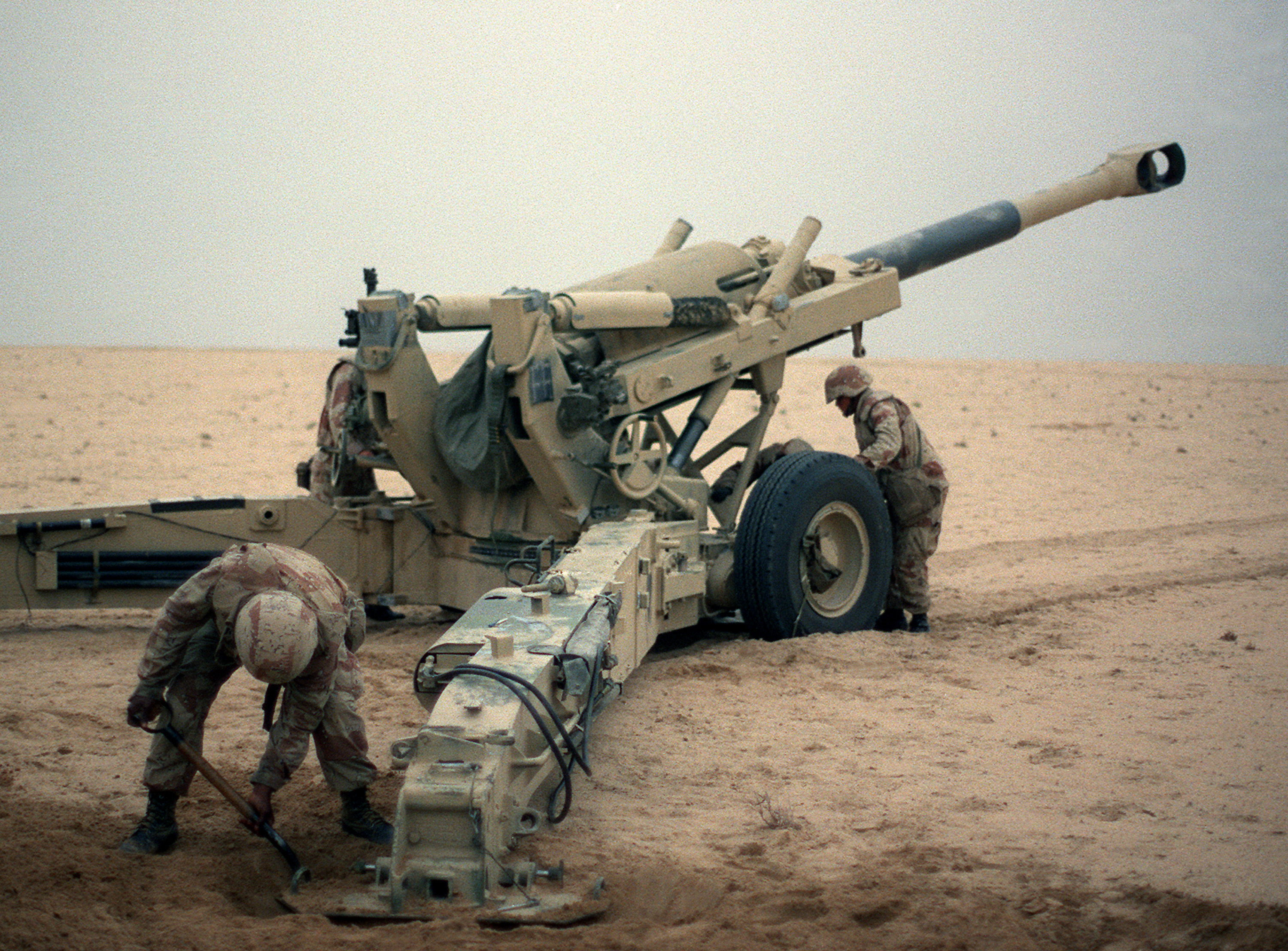
لعبت المدفعية البحرية عاملا كبيرا في تعطيل الهجمات المضادة العراقية خلال حرب الخليج الثانية في فبراير 1991.

معركة مطار الكويت الدولي وقعت في 27 فبراير 1991 خلال حرب الخليج الثانية. كانت معركة دبابات بين الولايات المتحدة والعراق إبان حكم حزب البعث. على الرغم من كونها معركة كبيرة جدا فإنها غالبا ما يتم تجاهلها بالمقارنة مع المعارك الأخرى التي وقعت خلال الحرب. شارك في هذه المعركة ما لا يقل عن عناصر من 18 شعبة. كما كانت وحدات القوات الخاصة التابعة للجيش الأمريكي ووحدات مغاوير عراقية متعددة في ساحة المعركة. في الواقع وقعت المعركة على مدى ثلاثة أيام على الرغم من أن المعركة الأساسية في مطار الكويت الدولي استمرت لمدة يوم واحد فقط. وقع الكثير من القتال بالفعل في طريق المطار. اعتبرت المعركة «معركة الإيقاظ» لتصبح أكبر وأسرع معركة دبابات في تاريخ البحرية الأمريكية بأكملها.

## المشاركون
شارك في هذه المعركة كل من الفرقة البحرية الأولى التابعة للبحرية الأمريكية والفرقة البحرية الثانية. ساعدت الفرقة البحرية الثانية فرقة لواء النمور الثانية المدرعة التابعة للجيش الأمريكي التي تقودها فرقة العمل الخاصة بكتيبة المشاة المستقيمة الثالثة. كما قامت القوات الخاصة الأمريكية بعمليات خلال هذه المعركة في المقام الأول داخل مطار الكويت الدولي لتطهير مجمع قناصة العدو وأي مقاومة أخرى بقيت. يمثل العراق 14 فرقة ولواء مدفعي ميداني. كما كان للعراق وحدات متعددة من المغاوير في مسرح العمليات هذا.

## الفرقة البحرية الأولى
قاد فرقة العمل العقيد كارلتون دبليو فولفورد الابن من الفرقة البحرية الأولى مباشرة إلى مدينة الكويت. تم تحطيم دروع العدو وتأخير إجرائاته. مع اقتراب الفرقة البحرية الأولى من المدينة سمع القادة تقارير عن هجومين مضادين من القوات العراقية. قال ميات قائد الفرقة «لقد أطلقنا النار على نقطتي التجمع ولم تمضي 30 دقيقة قبل أن يتفرقوا مثل أرانب خارج الغابة». «كانت مروحيات إيه إتش-1 كوبرا ومركبات لاف-25 في الميدان» ك«حزمة صياد القاتل» للبحث وتدمير المعدات العراقية. في طريقها إلى هدفها دمرت الدبابات التابعة لفرقة العمل إم-60 باتون حوالي 100 دبابة وناقلة جنود مدرعة عراقية بما في ذلك نحو 50 دبابة من طراز تي-72 السوفييتية. قال قائد الفرقة البحرية الأولى اللواء ج. م. ميات: «خلال اليوم الأول من العمليات القتالية قامت الفصيلة الأولى والمجموعة د وكتيبة الدبابات الثالثة بتدمير 15 دبابة عراقية». كما دمر المارينز 25 ناقلة جنود وتم أسر 300 فرد. عانت فرقة العمل التابعة للفرقة البحرية الأولى شيبيرد من مقتل 14 فرد منها خلال العمليات القتالية في طريقها إلى مطار الكويت الدولي. كما شاركت فرقة العمل تارو في العمليات القتالية لفرقة البحرية الأولى. فرقة العمل بابا بير وج ود والفرقة البحرية الأولى التي كانت فرقة احتياطية صدت هجوم مضاد هائل للعدو أثناء الدفاع عن خرق حقول الألغام. كما دمرت الفرقة البحرية الأولى حوالي 60 دبابة عراقية بالقرب من حقل برقان النفطي دون أن تتكبد أي خسائر.
تم تفجير هجوم مضاد عراقي من قبل 5 كتائب مدفعية بحرية. كسر الهجوم الذي شنه اللواء 22 التابع للفرقة الآلية العراقية الخامسة عند هجوم المشاة البحرية. المجموعة الأولى من الكتيبة الثالثة اصطدمت بقوات المارينز التاسعة باللواء 22 العراقي بنيران قريبة من أتونهم وأسلحة مضادة للدبابات المحمولة. المجموعة ج من كتيبة الدبابات الأولى دمرت 18 مركبة عراقية خلال هذا الاشتباك الخاص. فقدت الفرقة البحرية الأولى دبابة واحدة من طراز إم-60 باتون أثناء عمل طريق خلال حقل ألغام. واجهت الفرقة البحرية الأولى معارضة عراقية أخرى أثناء تحركها في الشمال. تواصلت عناصر من الفرقة البحرية الأولى مع اللواء الميكانيكي الخامس عشر العراقي والفرقة المدرعة الثالثة. خلال هذه المشاركة دمر المارينز 46 مركبة إضافية للعدو وأسروا ما يقرب من 929 فرد. أصيب ثلاثة من مشاة البحرية بجروح في هذه العملية. واصلت الفرقة البحرية الأولى تقدمها بتدمير 29 مركبة قتالية عراقية إضافية وأسرت 320 أسير حرب. خلال هذه الاشتباكات يبدو أن الوحدة العراقية الأكثر فعالية هي لواء المدفعية 449 العراقي. أسفرت نيرانه الدقيقة عن مقتل جندي بحري وجرح 12 آخرين. تعرضت دبابة تابعة للمجموعة البحرية ج من كتيبة الدبابات الثالثة للضرر بسبب نيران المدفعية العراقية. في المقابل فإن مدفعية الفرقة البحرية الأولى ستثبت أيضا أهميتها في القضاء على العديد من أهداف العدو أو هروب القوات العراقية الأخرى. واجهت الفرقة البحرية الأولى معارضة عراقية أخرى على طول الطريق إلى مطار الكويت الدولي مما أدى إلى تدمير عشرات الدبابات ومركبات الجنود الناقلة العراقية في الوقت الذي تم القبض فيه على مئات الأسرى الإضافيين. بمجرد وصول الفرقة البحرية الأولى إلى مطار الكويت الدولي وجدوا ما تبقى من اللواء العراقي المدرع الثاني عشر والمدرعة الثالثة المدافع عنها. دمرت قوات المارينز ما بين 30 و40 دبابة عراقية من طراز تي-72 كانت قد استولت على مواقع دفاعية حول المطار. بحلول نهاية اليوم دمرت الفرقة الثالثة المدرعة العراقية بالكامل. شملت خسائر الفرقة الثالثة المدرعة العراقية أكثر من 250 دبابة من طراز تي-55/62 و70 دبابة من طراز تي-72.

## الفرقة البحرية الثانية
دخلت الفرقة البحرية الثانية من الجانب الآخر من المدينة. تم تعيين الوحدة الاحتياطية البحرية مجموعة برافو من كتيبة الدبابات الرابعة بالفرقة البحرية الرابعة إلى الفرقة البحرية الثانية. في 25 فبراير 1991 وهو اليوم الثاني لعملية عاصفة الصحراء تشكلت مجموعة برافو من كتيبة الدبابات الرابعة في لفائف وانتبهت لمشاهدة 25% من دبابات الحرس الجمهوري العراقي الخمسة والثلاثين يظهرون أمامهم غير مدركين في ذلك الوقت أنهم يفوقونهم في العدد بنسبة ثلاثة إلى واحد. بفضل دبابات إم1 أبرامز الثلاثة عشر فقد تحركت كتيبة دبابات برافو الرابعة مباشرة لإخراج 35 دبابة من الحرس الجمهوري العراقي في أقل من 90 ثانية. سميت هذه المعركة «اشتباك الإيقاظ» وذهب ليكون أكبر وأسرع معركة دبابات في تاريخ مشاة بحرية الولايات المتحدة. كانت الفرقة البحرية الوحيدة المزودة بدبابات أبرامز. قامت مجموعة برافو بتدمير 59 دبابة و32 ناقلة جنود و26 مركبة غير مدرعة ومدفعية. دمرت مجموعة برافو ما مجموعه 119 سيارة للعدو وقبضت على أكثر من 800 أسير. طاقم دبابات «ستيبشيلد» لديه أطول قتل مباشر مؤكد (للدبابات العراقية) من قبل دبابة على بعد 3,750 متر (2.33 ميل). ومع ذلك حدثت العديد من معارك الدبابات البحرية في المدى القصير بسبب الظروف البصرية السيئة في ساحة المعركة.
ساعدت قوات المارينز من قبل فرقة النمور الثانية التابعة للجيش الأمريكي المدرعة التي تقودها فرقة العمل التابعة للكتيبة المستقيمة والقتالية. دمرت فرقة العمل التابعة للفرقة المدرعة الثانية المكونة من 3 إلى 41 فريقا من الكتيبة المستقيمة والمسطحة عددا كبيرا من سيارات العدو وألقت القبض على أكثر من 1000 سجين خلال العمليات القتالية. يدعي لواء النمر الأول أن 181 دبابة دمرت أو استولي عليها و148 دبابة و40 قطعة مدفعية و27 طائرة و263 قتيلا عراقيا و4051 أسير بعد 100 ساعة من القتال. فقدت الفرقة البحرية الثانية 9 دبابات من طراز باتون أثناء اختراق حقل الألغام. كما أصيبت دبابة واحدة من طراز أبرامز تابعة للواء النمور التابع لفرقة المدرعة الثانية بأضرار أيضا بسبب لغم أرضي. هاجم في هجوم مخطط له سابقا اللواء الميكانيكي الثامن التابع للفرقة العراقية المدرعة الثالثة من قبل دبابات أبرامز في قطاع الفرقة البحرية الثانية وتم تدميره دون خسارة في حين دمرت كتيبة الدبابات الثامنة التابعة للبحرية دبابات عراقية أخرى. دمرت كتيبة دبابات البحرية الثالثة عددا غير معروف من الدبابات العراقية تي-62 حول قاعدة أحمد الجابر الجوية. في اليوم الثاني تقدمت الولايات المتحدة عن طريق الكتيبة البحرية الثامنة التي قامت بتدمير 13 دبابة عراقية في معركة قرب موقع دفاعي يعرف باسم علبة الجليد. ثم تسببت القوة الجوية البحرية والبحرية في وقوع خسائر فادحة في القوات العراقية المتراجعة نحو شمال مدينة الكويت. في وقت لاحق من تلك الليلة اشتدت بعض المعارك حيث حاصرت القوات البحرية مطار الكويت الدولي المدافع عنه بشدة. قصفت سفن حربية تابعة للبحرية الأمريكية في الخليج العربي حظائر المطار والمحطات الطرفية وغيرها من المباني وتركوها عبارة عن معادن ملتوية وخرسانة سوداء في محاولة لقتل القوات العراقية في الميدان. قال قادة البحرية أن الكاميرات في الطائرات الموجهة عن بعد التي رصدت التفجيرات أظهرت أن العراقيين «يقفزون حرفيا من الدبابات». عقب قيام قوات المارينز بالاستيلاء على المطار وصلت فرق القوات الخاصة لمقاومة القناصة وجيوب المقاومة الأخرى التي ظلت متمركزة حول مجمع المطار الكبير. بينما كان أفراد القوات البحرية والقوات الخاصة يقومون بنشاط بتأمين المطار وصل أفراد الاتصالات في سلاح الجو والأنظمة التكتيكية لمراقبة الحركة الجوية والهبوط لتحل محل الأنظمة التي تضررت من القوات العراقية المتراجعة. قال مسؤولون في البحرية أن خمسة من مشاة البحرية قتلوا وأصيب ثمانية وثمانون آخرون بجروح في المعارك الثلاثة. كانت دبابات البحرية باتون قد حققت رقما مثير للإعجاب ضد القوات المدرعة العراقية. زعمت كتيبة الدبابات الأولى أنها قامت بتدمير 50 دبابة عراقية من طراز تي-55 وتي-62 و25 ناقلة جنود من طراز أبس. زعمت الكتيبة الثالثة أنها قامت بتدمير 57 من طراز تي-55 وتي-62 (بالإضافة إلى 5 من طراز تي-72) و7 ناقلات جنود مصفحة و10 شاحنات. دمرت الكتيبة الثامنة أكثر من ثلاث عشرة دبابة وعدد من المركبات الأخرى.

## عمليات قتالية إضافية
في اليوم الثالث والأخير من القتال قامت الفرقة البحرية الثانية بتحرير مدينة الجهراء ثم مضت احتلال الأرض المرتفعة على طريق المطلاع الذي يقطع طريق الهروب العراقي من الكويت إلى البصرة. دمرت الدبابات أبرامز الغالبية العظمى من الدبابات العراقية البالغ عددها 166 دبابة التي زعمت في ذلك اليوم من قبل الفرقة. علق الفريق الأول العراقي رعد مجيد الحمداني على الاشتباك: «لقد واجهنا مشكلة عدم مرونة الاستخدام مع القوات المدرعة ونحن نفضل دائما ربط المشاة بقسم الدبابات». هذا يفتقر إلى الإبداع عندما يتعلق الأمر بالمناورة.

## وصلات خارجية
- تاريخ مجموعة برافو 4 كتيبة دبابات - عاصفة الصحراء 1991 نسخة محفوظة 3 فبراير 2015 على موقع واي باك مشين.
- Figure H-1. دبابة برادلي تمر من دبابة برادلي أخرى مضروبة بنيران صديقة